# 斯門卡瑞
安赫何鲁·斯門卡瑞·杰塞尔·何鲁是古埃及第十八王朝后期的法老，在位3年。在他死後，圖坦卡門繼位。
由於斯門卡瑞在位時候短，又正好接續在阿肯那顿之後，因此有些考古學家認為斯門卡瑞就是阿肯那顿的皇后娜芙蒂蒂，因為娜芙蒂蒂的名字幾乎是在同一時期在埃及史上消失，考古學家認為可能是她改了名字當上法老。
目前对斯蒙卡拉的历史所知甚少，因为从霍朗赫布开始，国王试图抹去整个阿马尔纳时期的历史。

## 名字混淆

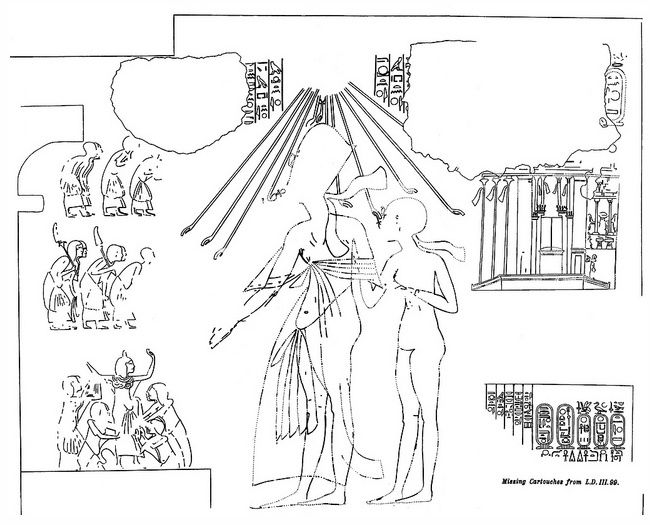
梅里尔二世陵墓的线描。遗失的名字曾记录作斯蒙卡拉的和梅莉塔提的名字

斯蒙卡拉的名字首次于1845年，在梅里尔二世的陵墓中出现。陵墓显示了他与其妻子梅莉塔提奖赏梅里尔二世。斯蒙卡拉的名字曾被切出，之后被卡尔·理查德·莱普修斯于约1850年记录。
之后有不同名字出现，但皆是使用同一个王位名：“Ankhkheperure mery Neferkheperure Neferneferuaten mery Wa en Re”。因为王位名往往是独一无二的，所以这造成了很大的混淆。 在很长一段时期内，王位名的重复被认为是斯蒙卡拉将其名字换成了娜芙娜芙鲁阿顿，这大概是其独一统治的开始。Flinders Petrie894年的挖掘笔记中正是如此写道。

## 逝世和安葬

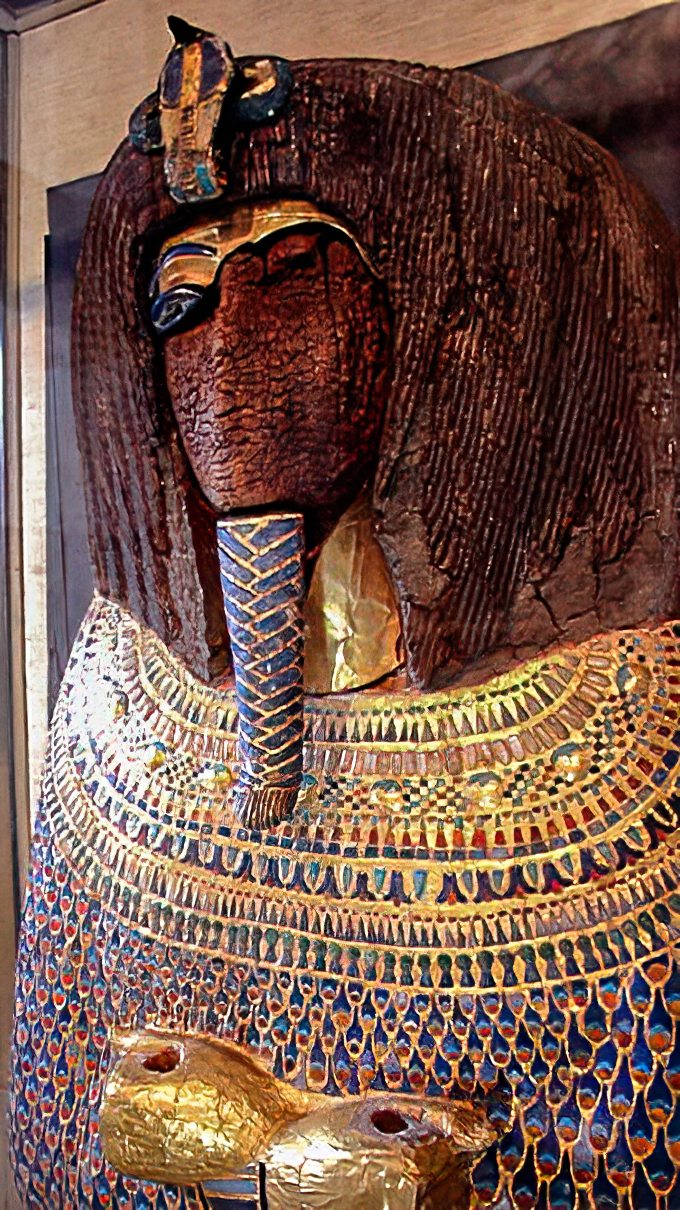
发现于KV55的棺材

帝王谷55号墓（KV55）里发现的法老木乃伊被认为是斯门卡瑞，该陵墓于1907年被爱德华·R·艾尔顿（Edward R. Ayrton）为西奥多·M·戴维斯（Theodore M. Davis）工作时发现发现；陵墓里存有刻有阿玛纳时期人物名字的随葬品，包括了刻有阿肯那顿名字的魔砖、被认为属于基亚的卡诺匹斯罐，和为泰伊王后建造的神社。鉴于此，戴维斯认为KV55是泰伊的陵墓。
陵墓里的羽饰棺被严重破坏，刻在上面的人名也被抠掉。一开始普遍认为此棺材原本是为女性打造，后来再改造供男性使用。 过去一个世纪，棺材里的木乃伊是属于阿肯那顿还是斯门卡瑞一直存在争论。 认为是阿肯那顿的依据在于刻有阿肯那顿名字的魔砖以及棺材上的铭文加工；而认为是斯门卡瑞的依据为木乃伊的死亡年龄推测介于18至26岁，因此这不可能是在位17年且在登基初年有了第一个孩子的阿肯那顿。然而，陵墓里没有任何确定属于斯门卡瑞的东西和相关名字，但也肯定不是阿肯那顿原本的陵墓。

### 木乃伊的早期检测

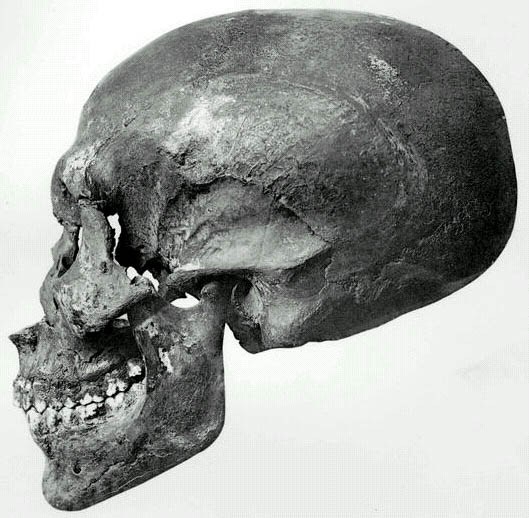
KV55木乃伊的头骨

KV55的木乃伊分别由史密斯（1912年）、德瑞（1931年）、哈里逊（1966年）、斯特劳哈尔（1998年和2010年）和法尔（2001年）检测过。在1995年的时候，温特使用了X光颅面分析技术检测大部分十八王朝时期的木乃伊，以整理出每具木乃伊的身份和关系。而在1974年针对KV55木乃伊和图坦卡蒙木乃伊展开了血清学检测并把结果发表在了《自然》期刊；除此之外哈里逊在1988年也检测过木乃伊，但只发表了研究结果摘要。最后一次研究检测是札希·哈瓦斯等人于2010年的检测。
法尔在2010年前的研究结果具有很大的代表性，其中她提到了这具木乃伊实际上未成年，在18岁至21岁的时候就死亡了。 当时的科技也总结出了类似的证据，认为KV55的死亡年龄介于18至26岁，其中德瑞提出死亡年龄在23岁，斯特劳哈尔的观点则为19至22岁。 温特的颅面分析结果发现KV55的颅骨与图特摩斯四世和图坦卡蒙有很大相似性，而血清学检测结果表明KV55和图坦卡蒙有同一类型的罕见血型，因而当时推测KV55是图坦卡蒙的父亲或者兄弟。而根据死亡年龄，KV55和图坦卡蒙是兄弟的可能性更高。

### 2010年的基因检测
KV55木乃伊后来于2010年进行了基因检测，而部分检测结果被发表在了美国医学会杂志（JAMA）和国家地理杂志，以及电视纪录片。 基因检测表明KV55是图坦卡蒙父亲的可能性为99.99999981%，而KV35的年轻女士是图坦卡蒙母亲的可能性为99.99999997%。报告同时也表明了KV55和年轻女士都是阿蒙霍特普三世和泰伊王后的孩子。
而CT扫描发现了与年龄相关的脊柱退化和膝盖和腿部的骨关节炎，因此KV55的死亡年龄被推测接近于40岁而不是25岁。随着年龄的差距和亲子关系的证明，几乎肯定KV55是阿肯那顿，但因为斯门卡瑞记载甚少，亦不能排除斯门卡瑞的可能性。 然而除了脊柱退化的发现之外，并没有其他证据足够证明KV55的死亡年龄接近40岁，随之针对木乃伊死亡年龄的质疑越来越多。

## 註腳
1. 1 2  Clayton,P., Chronicle of the Pharaohs (Thames and Hudson, 2006) p.120
2. ↑  de Garies Davies, N. 1905. The Rock Tombs of El Amarna, Part II: The Tombs of Panehesy and Meryra II. Archaeological Survey of Egypt. F. L. Griffith. London: Egypt Exploration Fund.
3. ↑  Dodson, A. (2009) p 34
4. ↑  Davis, T.M. The Tomb of Queen Tiyi, (KMT Communications, 1990) p. xii
5. ↑  Davis, T.M., The Tomb of Queen Tiyi, (KMT Communications, 1990) p. viii, p. xiv
6. ↑  Aldred, C. (1988) p. 205
7. ↑  Giles, F. J. (2001)
8. ↑  Filer, J. 2001 p 4
9. 1 2  Strouhal, E. "Biological age of skeletonized mummy from Tomb KV 55 at Thebes" in Anthropologie: International Journal of the Science of Man Vol 48 Issue 2 (2010), pp 97–112.  Dr. Strouhal examined KV55 in 1998, but the results were apparently delayed and perhaps eclipsed by Filer's examination in 2000.  Strouhal's findings were published in 2010 to dispute the Hawass et al conclusions.
10. ↑  Wente, E. 1995
11. ↑  Nature 224 (1974), 325f.
12. ↑  Hawass, Z., Y. Z. Gad, et al. "Ancestry and Pathology in King Tutankhamun's Family" （页面存档备份，存于）. Journal of the American Medical Association (JAMA), 2010.
13. ↑  Hawass, Gad, 2010; eAppendix; Details of Methods, Results, and Comment
14. ↑  Hawass, Z., Y. Z. Gad, et al. in JAMA, fig 2
15. ↑  Zahi Hawass. . National Geographic: 6.   [2021-07-30]. （原始内容存档于2018-03-21）.
16. ↑  . Kv64.info. 2010-03-02  [2012-08-25]. （原始内容存档于2010-03-07）.
17. ↑  Nature 472, 404–406 (2011); Published online 27 April 2011; Original link （页面存档备份，存于）
18. ↑  NewScientist.com; January, 2011; Royal Rumpus over King Tutankhamun's Ancestry （页面存档备份，存于）
19. ↑  JAMA 2010; 303(24):2471–2475. "King Tutankhamun’s Family and Demise" （页面存档备份，存于）
20. ↑  Bickerstaffe, D. The King is dead. How Long Lived the King? in Kmt vol 22, n 2, Summer 2010.
21. ↑  Duhig, Corinne. "The remains of Pharaoh Akhenaten are not yet identified: comments on 'Biological age of the skeletonised mummy from Tomb KV55 at Thebes (Egypt)' by Eugen Strouhal" in Anthropologie: International Journal of the Science of Man, Vol 48 Issue 2 (2010) pp 113–115.  (subscription) "It is essential that, whether the KV55 skeleton is that of Smenkhkare or some previously-unknown prince... the assumption that the KV55 bones are those of Akhenaten be rejected before it becomes "received wisdom".
22. ↑  Who’s the Real Tut? （页面存档备份，存于） retrieved Nov 2012